# Zalaszentiván vasútállomás
Zalaszentiván vasútállomás egy Zala vármegyei vasútállomás, Zalaszentiván településen, a MÁV üzemeltetésében. A község déli határszélén helyezkedik el (területének keleti része már Alibánfa közigazgatási területére esik), közúti elérését a 7328-as útból kiágazó 73 362-es számú mellékút teszi lehetővé.

## Története
A MÁV 1967-1968 között nyomvonal-korrekcióval együtt Zalaszentivánon közös csomóponti állomást épített a dombvidéki terepen addig egymást a zalaszentiváni Hóvirág utcánál külön szintben keresztező és egymást egyébként nem érintő 17-es és 25-ös számú vasútvonalon. (Előbbi Zalaszentivánt délről, Pethőhenye érintésével, utóbbi pedig Kisfaludpusztán és Alibánfán át északról kerülte el.) A 25-ös vasútvonal 2008-2010 között tartó villamosítása során ismét nyomvonal-korrekciókra került sor.

## Vasútvonalak
Az állomást az alábbi vasútvonalak érintik:
- Boba–Bajánsenye-vasútvonal
- Szombathely–Nagykanizsa-vasútvonal

## Kapcsolódó állomások
A vasútállomáshoz az alábbi állomások vannak a legközelebb:
- Kemendollár megállóhely (Celldömölk vasútállomás, Boba–Bajánsenye-vasútvonal)
- Zalaegerszeg vasútállomás (Bajánsenye megállóhely, Boba–Bajánsenye-vasútvonal)
- Alsónemesapáti megállóhely (Nagykanizsa vasútállomás, Szombathely–Nagykanizsa-vasútvonal)
- Zalaszentlőrinc megállóhely (Szombathely vasútállomás, Szombathely–Nagykanizsa-vasútvonal)

## Forgalom
| Járat                           | Útvonal | Gyakoriság                             |
| ------------------------------- | --- | -------------------------------------- |
| személyvonat                    | Zalaegerszeg – Zalaszentiván (→ Kemendollár → Pókaszepetk → Pakod → Zalabér-Batyk) | Napi 1-2 pár                           |
| személyvonat                    | Zalaegerszeg – Zalaszentiván – Kemendollár – Pókaszepetk – Pakod – Zalabér-Batyk – Türje – Dabronc – Ukk – Rigács – Nemeskeresztúr – Jánosháza – Kemenespálfa – Boba – Nemeskocs – Celldömölk (napi 1 tovább Szombathely felé) | 2 óránként                             |
| személyvonat                    | Szombathely – Gyöngyöshermán – Sorkifalud – Szentléránt – Püspökmolnári – Vasvár – Pácsony – Győrvár – Egervár-Vasboldogasszony – Zalaszentlőrinc – Zalaszentiván (– napi 4 pár tovább: Zalaegerszeg) | Napi 7 pár                             |
| személyvonat                    | Zalaegerszeg – Zalaszentiván – Alsónemesapáti – Nagykapornak – Búcsúszentlászló – Zalaszentmihály-Pacsa – Pötréte – Felsőrajk – Gelse – Újudvar – Nagykanizsa | Napi 1 pár                             |
| személyvonat                    | Zalaegerszeg → Zalaszentiván → Zalaszentlőrinc → Egervár-Vasboldogasszony → Győrvár → Pácsony → Vasvár → Püspökmolnári → Szentléránt → Sorkifalud → Gyöngyöshermán → Szombathely → Répcelak → Csorna → Győr | Szeptember 5-étől vasárnap 1 Győr felé |
| Pannónia InterRégió             | Szombathely (– Gyöngyöshermán – Sorkifalud – Szentléránt) – Püspökmolnári – Vasvár (– Pácsony – Győrvár – Egervár-Vasboldogasszony – Zalaszentlőrinc) – Zalaszentiván (– Búcsúszentlászló – Zalaszentmihály-Pacsa – Pötréte – Gelse) – Nagykanizsa – Murakeresztúr (– Őrtilos) – Gyékényes – Berzence (– Somogyudvarhely – Bélavár – Vízvár) – Babócsa – Barcs – Darány – Szigetvár – Szentlőrinc – Pécs                                                                                  | 2 óránként                             |
| Göcsej InterCity                | Budapest-Déli – Budapest-Kelenföld – Székesfehérvár – Várpalota – Pétfürdő – Veszprém – Ajka – Jánosháza – Ukk – Zalabér-Batyk – Zalaszentiván – Zalaegerszeg | 2 óránként                             |
| Citadella nemzetközi InterCity  | Budapest-Déli – Budapest-Kelenföld – Székesfehérvár – Várpalota – Pétfürdő – Veszprém – Ajka – Jánosháza – Ukk – Zalabér-Batyk – Zalaszentiván – Zalaegerszeg – Zalalövő – Őriszentpéter – Hodoš (Őrihodos) – (Mačkovci (Mátyásdomb) →) Murska Sobota (Muraszombat) – Lipovci (Hársliget) – Ljutomer mesto (← Ivanjkovci) – Ormoz – Ptuj – Pragersko – Celje – Laško – (Rimske Toplice →) Zidani Most – Trbovlje – Zagorje – (Litija →) Ljubljana                                         | Napi 1 pár                             |
| Istria nemzetközi expresszvonat | (közvetlen kocsikkal Budapest-Déli felől) (Boba →) Zalaegerszeg – Zalalövő – Őriszentpéter – Hodoš (Őrihodos) – Murska Sobota (Muraszombat) – Ptuj – Maribor – Pragersko – Poljčane – Šentjur – Celje – Laško – Zidani Most – Hrastnik – Trbovlje – Zagorje – Litija – Ljubljana (közvetlen kocsikkal: Borovnica – Postojna – Pivka – Ilirska Bistrica – Šapjane – Jurdani – Opatija Matulji – Rijeka) – Borovnica – Logatec – Rakek – Postojna – Pivka – Divača – Hrpelje-Kozina – Koper | Nyáron napi 1 Budapest felé            |